# Meteorium striatum
Meteorium striatum är en bladmossart som beskrevs av Lindberg 1865. Meteorium striatum ingår i släktet Meteorium och familjen Meteoriaceae. Inga underarter finns listade i Catalogue of Life.